# 舊利塞茨
48°52′27″N 24°34′45″E / 48.87417°N 24.57917°E
舊利塞茨（羅馬化：Starti Lysets）是烏克蘭西部伊萬諾-弗蘭科夫斯克州伊萬諾-弗蘭科夫斯克區利塞茨市鎮的村莊。該村始建於1416年，面積26平方公里，2001年人口3,795，人口密度每平方公里146.1人。